# Noelle Schonwald
Noëlle Schonwald (Bogotá, 1970) es una actriz y modelo colombiana.

## Biografía y carrera

### Primeros años y modelaje
Noëlle Schonwald nació en la ciudad de Bogotá. Terminó sus estudios secundarios en el Liceo Francés y estudió biología en la Universidad de los Andes. Finalizó su tesis sobre un sistema de información geográfica y de hábitos submarinos de las Islas del Rosario y se graduó en 1998, pero no llegó a ejercer su profesión.
A los 16 años la revista Cromos la eligió como Modelo Latina Colombia. Más tarde, en Caracas, compitió con modelos de todo el mundo y fue elegida como la mejor en el Latin Model Pageant. Viajó a Europa, donde participó en varios cástines de modelaje. Optando más adelante por ingresar en el mundo de la actuación, se inscribió en los cursos de actuación del Teatro Libre de Bogotá, dirigidos por Ricardo Camacho, Germán Moure y Desmond Jones. Además estudió fundamentos de música y talleres de técnica vocal en la Universidad de los Andes en Bogotá. Luego de estudiar con Alfonso Ortiz, presentó un casting y se convirtió en la protagonista de Corazón prohibido, serie de televisión protagonizada por Luigy Aycardi, Jorge Cao y Roberto Escobar.

### Actuación
En 1999 realizó un pequeño papel en el mediometraje Tres mujeres de Carlos Hernández, el cual fue el ganador de la beca de creación de Colcultura. En 2001 apareció en la obra de teatro La odisea con la Asociación Lope de Vega. En el año 2002 protagonizó el cortometraje Cuando vuelvas de tus muertes de Carlos Mario Urrea y en 2003 La vuelta de hoja de Carlos Hernández, ambos ganadores de la Convocatoria de la Cinemateca Distrital y el último ganador de mención especial en el Festival de Cine de Cartagena. En el 2004 apareció en el cortometraje Amaranta de Javier Rodríguez, selección oficial de In Vitro Visual, y trabajó en la serie de televisión Francisco el matemático, realizando el papel de una profesora. Paralelamente trabajó en teatro en el montaje de Cuánto cuesta el hierro de Bertolt Brecht y en el 2006 en la obra Asamblea de mujeres de Aristófanes del Teatro Libre de Bogotá. También en ese año actuó en la obra Las cuñadas, adaptación de Michel Tremblay.
Su primer largometraje fue Al final del espectro en el 2006, del director Juan Felipe Orozco, donde interpreta el papel de Vega. También participó en el largometraje El amor en los tiempos del cólera, dirigido por el inglés Mike Newell. Entre el 2006 y el 2007 actuó en varias series de televisión, entre ellas En los tacones de Eva, telenovela producida por RCN, Tiempo final, serie producida por Fox Telecolombia y Pocholo, telenovela producida por Caracol.
En 2007 obtuvo el papel de Paulina Castro de Daza, Madre de Poncho, en el largometraje El ángel del acordeón, dirigido por María Camila Lizarazo y producido por CMO Producciones. En 2009 protagonizó la película Lo azul del cielo y apareció en producciones de televisión como Victorinos y Regreso a la guaca. A partir de entonces se le ha podido ver en series de televisión como 5 viudas sueltas, La promesa y La ley del corazón; y en películas como Pa! Por mis hijos lo que sea y La mala noche.

## Filmografía

### Televisión
- Emma Reyes (2023) — Alicia[6]
- Pa' quererte (2020) — Lizeth Piedrahíta
- Bolívar (2019) — Manuela Espejo
- La ley del corazón (2016-2017) — Rosario Ruiz
- El estilista (2014) — Tatiana Gómez
- La promesa (2013) — Rebecca
- 5 viudas sueltas (2013) — Patricia Nieto
- La bruja (2011) — Leticia
- A corazón abierto (2010)
- Regreso a la guaca (2009)
- Victorinos (2009) — Martina de Manjarrés
- Novia para dos (2008)
- Cuando salga el sol (2008) — Carla
- Tiempo final (2007)
- Pocholo  (2007) — Natalia
- En los tacones de Eva (2006) — Patricia 'Woopie'
- Francisco el matemático (2001-2004) — Carmen López
- Héroes de turno (2000)
- Corazón prohibido (1998) —Laura Torrado

## Cine
- La mala noche (2019)
- Canción de Iguaque (2017)
- El Papa Rebelde (2016)
- Pa !Por mis hijos lo que sea¡ (2015)
- Lo azul del cielo (2009)
- La ética de Caín (2008)
- El ángel del acordeón (2007) — Paulina
- El amor en los tiempos del cólera (2007) —  Mujer Atractiva
- Al final del espectro (2006) — Vega
- Tres hombres tres mujeres (2003)
- La vuelta de hoja (2002)
- Cuando vuelvas de tus muertes (2001) — Alicia Penagos
- Marilyn y un par de ases (2000) — Sylvia

## Premios y nominaciones

### Premios TVyNovelas
| Año  | Categoría               | Telenovela o Serie | Resultado |
| ---- | ----------------------- | ------------------ | --------- |
| 1999 | Mejor actriz revelación | Corazón prohibido  | Nominada  |

### Premios Macondo
| Año  | Categoría              | Película              | Resultado |
| ---- | ---------------------- | --------------------- | --------- |
| 2008 | Mejor Actriz Principal | Al final del espectro | Nominada  |